# Pansa Hemviboon
Pansa Hemviboon (en tailandés: พรรษา เหมวิบูลย์, Chanthaburi, Tailandia; 8 de julio de 1990) es un futbolista de Tailandia que juega en la posición de defensa central. Desde 2016 juega con el Buriram United de la Liga de Tailandia.

## Carrera

### Club
| Periodo   | Club             | Apariciones | Goles |
| --------- | ---------------- | ----------- | ----- |
| 2012-2013 | Chamchuri United | 29          | 2     |
| 2014–2015 | TOT SC           | 7           | 0     |
| 2015-2016 | Khon Kaen United | 14          | 0     |
| 2016–     | Buriram United   | 169         | 8     |

### Selección nacional
Juega con Tailandia desde 2017. Su primer gol con la selección nacional lo anotó el 25 de marzo de 2018 en una derrota por 2-3 ante Eslovaquia por la King's Cup. Ganó la Copa Mitsubishi Electric AFF 2022.

## Logros

### Club
- Thai League 1: 2017, 2018, 2021–22, 2022–23
- Thai FA Cup: 2021–22, 2022–23
- Thai League Cup: 2021–22, 2022–23
- Thailand Champions Cup: 2019

### Selección nacional
- AFF Championship: 2022

### Individual
- Hombre del Año por la FA Tailandia: 2017